# Madonna (album)
Madonna este numele primului album al Madonnei, lansat pe 27 iulie 1983. Albumul a fost re-lansat în 1985 pentru Europa și redenumit, Madonna - The First Album. S-A vândut în cel puțin 8 milioane de copii în toatǎ lumea. A primit Discul de aur pe 31 mai 1984 și 5xPlatină pe 3 octombrie 2000.

## Compunerea și înregistrarea
După succesul înregistrat de „Everybody” și „Burning Up/Physical Attraction” pe piața muzicii dance, directorii de la Sire Records au început pregătirile pentru înregistrările unui album de studio. Deși inițial albumul a fost numit Lucky Star după titlul unei piese compuse de Madonna, planurile au fost anulate iar titlul a fost fixat la Madonna, posibil deoarece acest nume avea „putere” de star. Într-adevăr, Madonna a declarat:
„Mama mea este singura persoană care mai poartă acest nume. Nu am avut niciodată probleme cu numele meu. Apoi am intrat în industria muzicală și toți credeau că e un nume de scenă. Așa că-i las să creadă asta...E destul de fascinant”—Madonna.
Deși Kamins, cel care a descoperit-o pe Madonna și i-a produs primul single, „Everybody”, s-a arătat interesat să-i producă și restul albumului, cântăreața l-a refuzat, alegându-l pe Reggie Lucas, un producător profesionist.
Când Madonna a început înregistrările pentru album, nu avea mult material, singurele piese compuse fiind: „Lucky Star”, „Think Of Me”, „I Know It” și o nouă versiune pentru „Ain't No Big Deal”. George Lucas a mai adus două piese pentru proiect: „Physical Attraction” și „Borderline”. Acesta a început lucrul la piese, schimbându-le mult față de varianta demo. Cântăreței i-a displăcut rezultatul, chemându-l pe „Jellybean” Benitez să le remixeze. Acesta a adăugat chitare în piesele „Burning Up” și „Lucky Star”. Albumul era aproape înregistrat când Bray a vândut drepturile de autor pentru „Ain't No Big Deal” unei alte case de discuri, nefiindu-i astfel posibil Madonnei să-l mai înregistreze.
John „Jellybean” Benitez, noul iubit al cântăreței și DJ la clubul Funhouse, i-a oferit cântecul „Holiday” pentru album. Acesta fusese compus de Curtis Hudson și Lisa Stevens, membrii ai formației Pure Energy, pentru fosta membră a grupului muzical The Supremes, Mary Wilson, care îl refuzase. Madonna și Jellybean l-au modificat parțial pentru a avea același stil ca precedentele piese înregistrate pentru album. Un prieten comun, Fred Zarr, i-a adăugat câteva note de pian, piesa fiind terminată astfel, înainte de termenul limită. Deși „Lucky Star” trebuia să fie inițial primul single de pe albumul proaspăt înregistrat și lansat, planurile au fost schimbate, „Holiday” luându-i locul ca prim single după ce a atins primul loc în clasamentul american dance.
Deși piesele promovate au fost în general primite cu recenzii pozitive din partea criticilor muzicali, despre celelalte s-a spus că se observă graba cu care au fost produse. Utilizarea unor instrumente ca cilindrul Linn, chitara bass Moog sau sintetizatorul OB-X, noi apărute la acea vreme îi oferă astăzi albumului un stil învechit. Madonna însăși și-a arătat nemulțumirea față de rezultatul final, spunând că datorită faptului că a fost plecată în Anglia mult timp, nu a avut timp să se ocupe de producerea albumului cum și-a dorit ea, numindu-l un „album de aerobic”.

## Structura muzicală și versurile
„Lucky Star” (rom. - „Stea norocoasă”) deschide albumul, având majoritatea ingredientelor din sunetul specific Madonnei la începutul carierei: vocea drăguță asemănătoare lui Cyndi Lauper, efectul puternic al tobelor electronice cu accent puternic pe ritmul întărit de aplauze, de asemenea electronice și chitara solo. Acest cântec dance compus într-un ritm mediu începe cu o scânteiere a notelor muzicale provenite de la sintetizator. Versurile au fost considerate „repetitive și insipide”, datorită ambiguității transparente ale acestora, referindu-se la imaginea de stea / corp ceresc.
La fel ca prima piesă, „Borderline” (rom. - „La limită”) are o introducere declarată drăguță, produsă de această dată de clape. Anthony Jackson, noul basist, a avut și el contribuții la piesă, cu toate că în rezultatul final acestea nu sunt evidente. Madonna cântă în cel mai înalt registru vocal al ei. Piesa este considerată cea mai armonioasă și complexă de pe album. Mai multe elemente, precum cel specific muzicii disco, celei din Philadelphia, inspirându-se din creațiile unor artiști precum Elton John; totuși aceste tehnici nu aveau să devină parte din stilul ei muzical.
„Burning Up” (rom. - „Ard”), evident mai slab decât primele două compoziții, are un aranjament muzical simplu, compus în mare din chitară bas și tambur. Refrenul este alcătuit din aceleași trei versuri („I'm burning up, burning up for your love”) în timp ce restul piesei este plin de dublu înțelesuri, declarând că ea nu este la fel ca ceilalți și că ar face orice pentru el, fiind lipsită de rușine. Versul „Do you wanna see me down on my knees?” (rom. - „Vrei să mă vezi în genunchi?”) este un exemplu dintre versurile cu dublu înțeles, fiind perceput fie ca o rugăminte făcută cu disperare sau ca o referire la sex oral.
Varianta de vinil a albumului încheie fața A cu „I Know It” (rom. - „Știu”) o piesă cu un ton mai gentil. Sunetele ascuțite de pian și înfloriturile oferite de saxofon pe două acorduri din timpul versurilor se modulează într-o secvență minoră diferită. Schimbările mici de tonalitate nu i-au cauzat Madonnei probleme cu registrul vocal.
„Holiday” (rom. - „Vacanță”) a devenit primul hit al Madonnei, potrivit criticilor datorită versurilor ușurele („Holiday/Celebrate”) și a sentimentului universal de dorire a unei vacanțe. Piesa era difuzată intens la toate radiourile, televiziunile internaționale, precum și în cluburi, discoteci, terase. Cântecul începe cu un acord asemănător celui din „Time After Time” de Cyndi Lauper, restul structurii fiind "four bar sequence". O chitară în stilul Chic se aude pe fundal iar corzilor instumentelor trecute prin sintetizator adaugă farmecul potrivit melodiei. Aceasta nu are o structură propriu-zisă, fiind de fapt un refren prelungit. Singurul lucru care se schimbă pe parcusul piesei este aranjamentul, precum pianul ce intervine către sfârșitul acesteia.
„Think of Me” (rom. - „Gândește-te la mine”) a fost a șasea piesă de pe album, fiind folosită ca fața B pentru discul single „Holiday”. Notele de pian sunt auzite înaintea celor produse de tobe, fiind din nou, inspirat de muzica disco a anilor '70. În versuri, Madonna îl sfătuiește pe iubitul ei să-i acorde atenția cuvenită, o problemă cu care s-au identificat multe femei. Către sfârșit, notele sunt mixate, mixul atrăgând atenția, cu toate că apoi se reîntoarce la refrenul repetitiv, lucru criticat.
„Physical Attraction” (rom. - „Atracție fizică”) a fost lansat ca dublă față A cu „Burning Up” în unele regiuni. Din punct de vedere muzical, acesta repetă unele din elementele folosite în cântecele anterioare, precum chitara în stilul Chic, instrumente de suflat și Madonna cântând cu o voce ascuțită. Deși a fost compus de Reggie Lucas ce mai compusese și „Borderline”, un succes la public și la critică, „Physical Attraction” a fost considerată prea lungă și repetetivă.
Albumul este închis de primul single al Madonnei, „Everybody” (rom. - „Toată lumea”). Acesta are o structură tipică a unui cântec pop-rock, având și influențe de muzică electronică. Ironic, deși primul ei cântec, mulți critici au evitat să-i facă recenzii; totuși, cei care au menționat piesa, au oferit recenzii mixte.

## Recepția critică și comercială
Deși lansat în iulie 1983, albumul a avut inițial un succes minor, fiind comercializat în special de către ascultătorii de muzică dance, până când „Borderline” și „Lucky Star” au început să atragă atenția posturilor de radio, precum și a MTV, după ce „Everybody” avusese o primire rece, iar „Burning Up” avusese parte de puțină promovare din partea MTV.
Albumul a stat în clasamente peste un an, lucru care i-a surprins pe mulți din moment ce Madonna nu era în turneu, singura ei bază de promovare fiind videoclipurile.

## Cântece promovate
Albumul a fost întrecut în succes de piesele promovate. Deși primele două lansări, „Everybody” (1982) și „Burning Up” (1983) au avut succes doar pe piața muzicii dance, Madonna a devenit mai cunoscută odată cu interpretarea cântecului „Holiday” (1983) în diferite emisiuni, atrăgând atenția MTV-ului și a adolescenților după lansarea ultimelor produse de pe album, „Borderline” (1984) și „Lucky Star” (1984).
Deoarece Sire Records hotărâseră să o promoveze pe Madonna ca fiind o cântăreață de culoare, nu au dorit să filmeze un videoclip pentru „Everybody”. Totuși, într-o seară, artista i-a chemat pe mai mulți executivi de la Sire Records printre care Stein și Rosenblatt la un club unde avea să cânte. Impresionați de coregrafia ce a fost descrisă ca fiind un „dans disco susținut de dansatori avangardiști” și de răspunul cald al publicului, aceștia au decis să realizeze totuși un clip, ce avea să fie trimis în cluburile din toată țara. Pentru a promova cântecul, un videoclip cu buget redus de doar 1.500 dolari americani a fost filmat de către Ed Steinberg, care a fost și producător, în timp ce artiși contemporani precum Michael Jackson și Duran Duran cheltuiau sume de peste 100.000 de dolari pe un videoclip. Discul single s-a dovedit a fi un eșec totuși, ratând clasamentul Hot 100, cu toate că a atins a treia treaptă în Billboard Dance Music/Club Play. Recenziile criticilor muzicali au fost în general negative.
În 1983 a mai fost promovat un disc single, intitluat „Burning Up”, fiind promovat în unele regiuni ca dublă față A cu „Physical Attraction”. „Burning Up” a avut de asemenea parte de un videoclip, difuzările frecvente pe MTV ale acestuia, atrăgând atenția asupra muzicii Madonna. La fel ca discul anterior, „Burning Up” nu s-a clasat în Billboard Hot 100, atingând totuși locul 3 în clasamentul dance. Cântecul a devenit și primul ei succes de top 20 într-un clasament național, atingând locul 13 în Australia.
Totuși primul succes s-a dovedit a fi al trielea single, „Holiday”. Acesta a atins locul 16 în Billboard Hot 100, și top 10 în Australia și Regatul Unit. În cluburile americane a fost lansat ca dublă față cu „Lucky Star”, atingând locul 1. În prezent este considerat ca fiind unul din cântecele ei semnătură.

## Impactul în cultura pop

### Premii și recunoașteri
| Anul | Ceremonia            | Premiul                                        | Rezultatul |
| ---- | -------------------- | ---------------------------------------------- | ---------- |
| 2005 | DigitalDreamDoor.com | Greatest 'Female Artists' Albums               | Locul 42   |
| 2007 | DigitalDreamDoor.com | 100 Greatest Rock Albums Of The '80s           | Locul 118  |
| 2008 | Entertainment Weekly | The New Classics: Music                        | Locul 4    |
| 2009 | DigitalDreamDoor.com | Top 5 Albums by Popular Rock Artists - Madonna | Locul 5    |
| 2009 | out.com              | The 100 Greatest, Gayest Albums                | Locul 86   |

## Promovare
Albumul a fost promovat în avans de două discuri single: „Everybody” și „Burning Up”, cu toate că deoarece nu s-au bucurat de succes, nu au atras atenția asupra albumului ce urma să fie lansat. Al treilea single, „Holiday” s-a bucurat de un succes moderat, cu toate că nu a sporit vânzările materialului promovat.
Deși în acest timp Madonna a interpretat piesele de pe album în diferite cluburi, acesta a continuat să stea la baza clasamentului Billboard 200, începând să aibă succes doar după popularitea obținută de „Borderline” și „Lucky Star”, ultimele lansări de pe album.
Albumul avea să fie promovat concomitent cu Like a Virgin în turnel nord-american, The Virgin Tour din 1985.

## Lista pieselor
| #  | Titlu                       | Compozitori                 | Producător                                       | Durata     |
| -- | --------------------------- | --------------------------- | ------------------------------------------------ | ---------- |
| 01 | „Lucky Star”                | Madonna                     | Reggie Lucas Remixat de John „Jellybean” Benitez | 5:37       |
| 02 | „Borderline”                | Reggie Lucas                | Reggie Lucas                                     | 5:20       |
| 03 | „Burning Up”                | Madonna                     | Reggie Lucas Remixat de John „Jellybean” Benitez | 3:45       |
| 04 | „I Know It”                 | Madonna                     | Reggie Lucas                                     | 3:47       |
| 05 | „Holiday”                   | Curtis Hudson, Lisa Stevens | John „Jellybean” Benitez                         | 6:10       |
| 06 | „Think of Me”               | Madonna                     | Reggie Lucas                                     | 4:54       |
| 07 | „Physical Attraction”       | Reggie Lucas                | Reggie Lucas Remixat de John „Jellybean” Benitez | 6:39       |
| 08 | „Everybody”                 | Madonna                     | Mark Kamins                                      | 4:55 6:02+ |
| 09 | „Burning Up” (12" version)+ | Madonna                     | Reggie Lucas Remixat de John „Jellybean” Benitez | 5:59       |
| 10 | „Lucky Star” ("New mix")+   | Madonna                     | Reggie Lucas și John „Jellybean” Benitez         | 7:15       |

+ valabil pe varianta remasterizatǎ din 2001